# Vandenboschia chevalieri
Vandenboschia chevalieri là một loài thực vật có mạch trong họ Hymenophyllaceae. Loài này được (H. Christ) G. Kunkel miêu tả khoa học đầu tiên năm 1963.